# Martin B-10

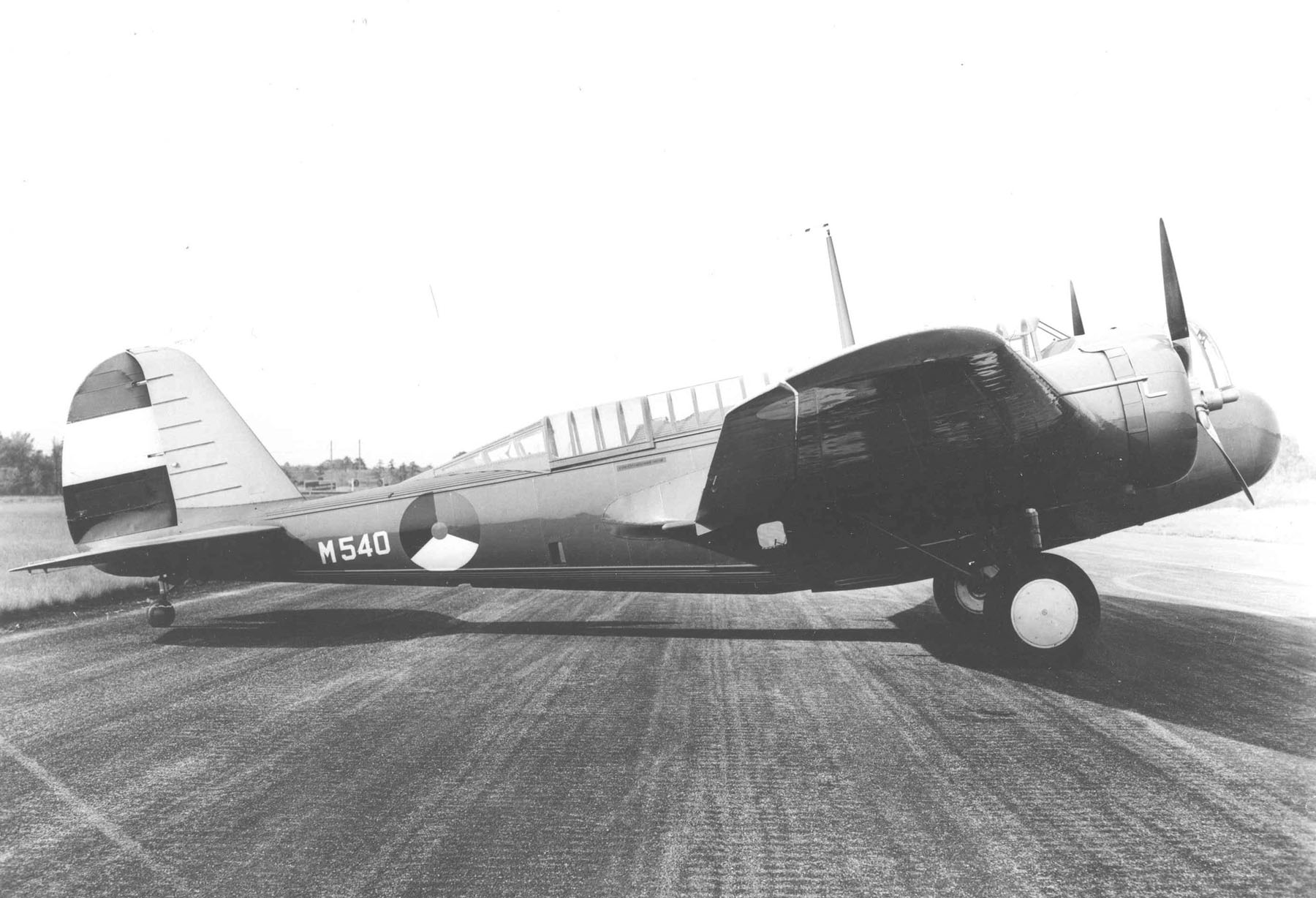
Martin Model 166

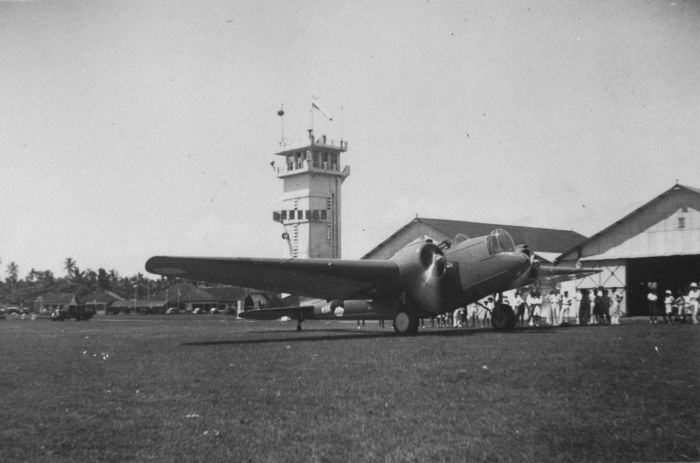
Martin Model 139 van de ML-KNIL op Andir (1937)

De Martin B-10 was een Amerikaanse tweemotorige bommenwerper uit het Interbellum. De exportversies van dit toestel stonden ook bekend als Martin 139 en Martin 166. De B-10 was de eerste volledig metalen eendekker bommenwerper van het United States Army Air Corps (USAAC). De eerste vlucht vond plaats op 16 februari 1932.

## Ontwikkeling
De Martin 139 werd ontwikkeld uit het experimentele Martin Model 123 uit 1932. Het ontwerp was voor zijn tijd revolutionair. Het was volledig van metaal gemaakt, uitgerust met een gesloten cockpit, draaibare geschutskoepels, intrekbaar landingsgestel, intern bommenruim en efficiënte koeling van de motoren. Het maakte de bommenwerpers van die tijd achterhaald.
De bemanning bestond uit een piloot, copiloot, neus- en rompschutter. De Wright SR-1820-E Cyclone-motoren leverden een vermogen van 600 pk (447 kW). Het Model 123 vloog op 16 februari 1932 voor het eerst en werd op 20 maart als XB-907 voor testdoeleinden aan het Amerikaanse leger afgeleverd. Na het testen waren er diverse verbeterpunten, het toestel werd teruggestuurd naar Martin en werd aangepast. Deze versie ging verder als de XB-10.
De XB-10 was afwijkend van zijn voorganger. Het kreeg andere Wright R-1820-19-motoren met een hoger vermogen van 675 pk (503 kW). De spanwijdte was met 8 voet (2,4 m) toegenomen en had een gesloten neuskoepel. Tijdens de proeven bereikte het een snelheid van 317 km/h op 6000 voet (1830 m) hoogte en dat was een goede prestatie voor een bommenwerper in 1932.
Na de test werden nog een aantal kleinere aanpassingen gedaan. De bemanning werd gereduceerd van vier naar drie. Het leger bestelde 48 exemplaren op 17 januari 1933. De eerste 14 vliegtuigen werden aangeduid als YB-10 en afgeleverd vanaf november 1933.

## Inzet
In 1934 werden 48 exemplaren van het model 139 aan het USAAC geleverd. Gedurende 1935 en 1936 werden nog 103 toestellen van de verbeterde B-10B aan de USAAC geleverd.
In juli 1936 mocht het toestel ook aan het buitenland geleverd worden. Zes landen bestelden het toestel. Voor gebruik in Nederlands-Indië  werden 120 toestellen van model 139 en 166 besteld. Het model 166 was een doorontwikkeling van model 139 en had een betere stroomlijn. Het toestel had een opvallend lange cockpit in plaats van de afzonderlijke cockpits van het eerdere model.
De ontwikkeling van bommenwerpers ging zo snel dat de B-10 aan het begin van de Tweede Wereldoorlog verouderd was. B-10B-squadrons konden zich tijdens de invasie van China en Nederlands-Indië niet meten met de Mitsubishi Zero.